# Bill English
Simon William "Bill" English (Lumsden, 30 de dezembro de 1961) é um político neozelandês que serviu como primeiro-ministro da Nova Zelândia de dezembro de 2016 até outubro de 2017. English ainda foi líder do Partido Nacional de 2016 a 2018 e  vice-primeiro-ministro de 2008 a 2016.